# Saint-Michel (Loiret)
Saint-Michel es una comuna francesa situada en el departamento de Loiret, en la región de Centro-Valle del Loira.

## Demografía
| 145 | 125 | 119 | 129 | 115 | 143 | 149 |
| Para los censos de 1962 a 1999 la población legal corresponde a la población sin duplicidades (Fuente: INSEE [Consultar]) |     |     |     |     |     |     |